# Eloria sixola
Eloria sixola är en fjärilsart som beskrevs av William Schaus 1910. Eloria sixola ingår i släktet Eloria och familjen tofsspinnare. Inga underarter finns listade i Catalogue of Life.